# アフリカ連合ダルフール派遣団

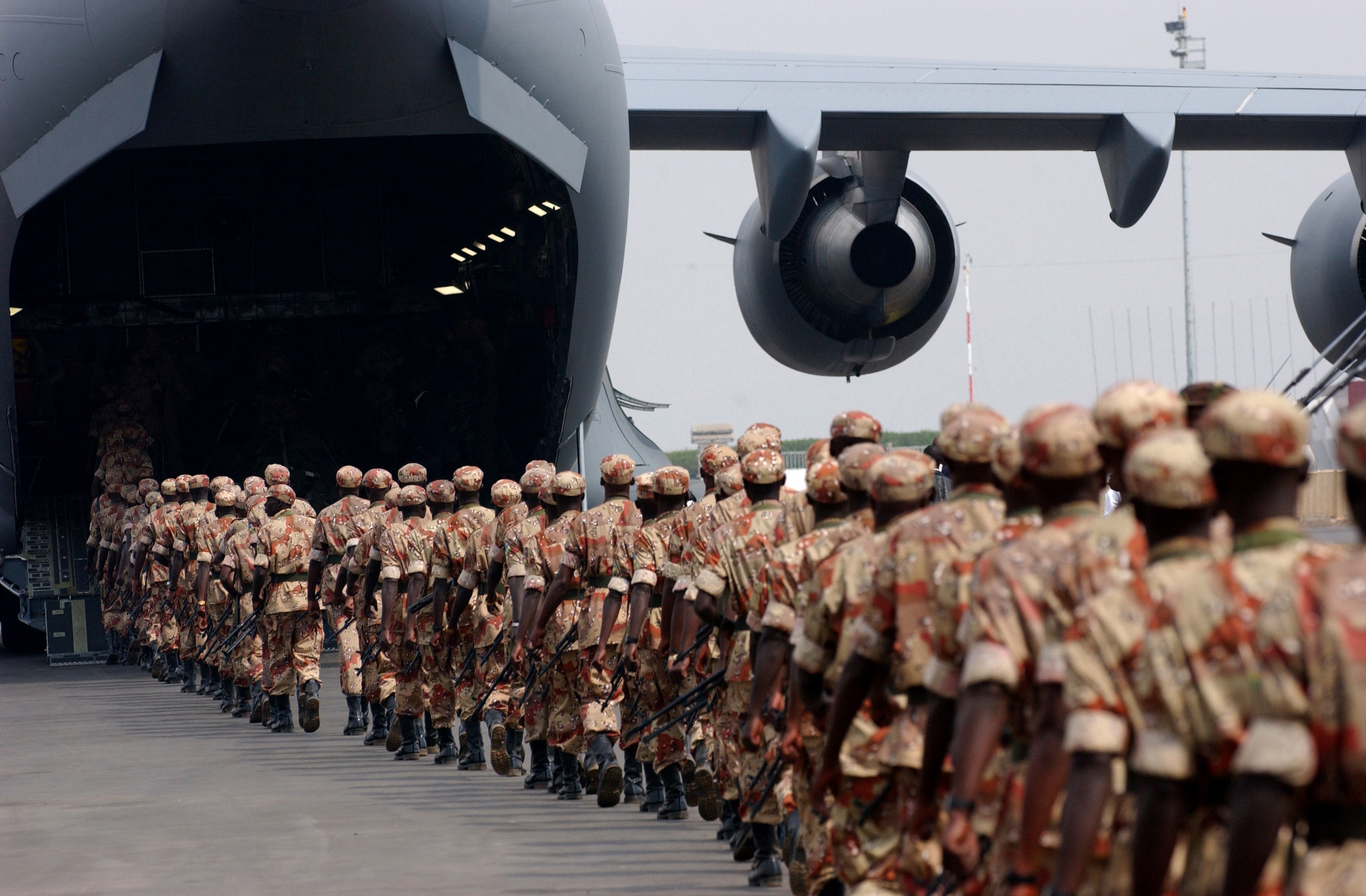
ルワンダからダルフールへ向かう派遣団（2005年）

アフリカ連合ダルフール派遣団（アフリカれんごうダルフールはけんだん、African Union Mission in Sudan, AMIS）はアフリカ連合(AU)によりスーダン西部ダルフールへ派遣されたダルフール紛争の平和維持部隊である。
2004年に150人の部隊で創設され、2005年に7,000人に拡大された。国際連合安全保障理事会決議1590により国際連合スーダン派遣団 (UNMIS) と「全てのレベルで継続的に緊密に連絡調整を行う」こととされた。AMIS は効果的に暴力を抑制することには成功していない。2006年により整備された国連主導の平和維持軍の派遣が提案されたが、スーダン政府の反対により実施されていない。この間にも紛争は拡大しており、AU軍の派遣期間が繰り返し延長されている。

## 概要
AMIS は2004年7月初めに2004年4月のダルフール紛争の停戦の監視のためにアフリカ連合と欧州連合が送った監視団が起源である。監視団の保護のために AU は8月にルワンダが150人の部隊を派遣した。すぐに150人では足りないと分かったためナイジェリアが150人を追加派遣している。第二次スーダン内戦の停戦後の2005年4月までに兵員は600人、軍事監視員は80人となった。2005年5月2億2,000万ドルの予算で部隊は3,300人に拡大された。7,8月には1,560人の文民警察官も含め4億6,600万ドルの予算で7,731人に拡大された。

## 2004年
安保理決議1564が可決された2004年9月にスーダン政府は AU部隊の受け入れか石油産業への制裁を迫られた。11月までに AUは3,000人の増派を望んだが、資金不足と輸送困難によりできなかった。そのため AU の平和・安全保障理事会が10月20日に開かれるまで待って、10月30日までにルワンダとナイジェリアの部隊が展開することが決められた。

## 2005年の和平合意
2005年1月9日にスーダン政府とスーダン人民解放軍 (SPLM/A) との間の南北内戦の包括的和平合意を支援するため、国連安保理は安保理決議1590を2005年3月24日に採択し国連スーダン派遣団を創設した。
2005年7月13日ナイジェリアは680人の部隊を派遣し、2つの部隊もそれに続いた。ルワンダ、セネガル、ガンビア、南アフリカが大隊を派遣した。
9月15日アブジャでの和平交渉にスーダン政府と2つの主な反乱グループが参加したが、スーダン解放軍の分派は参加せず BBC は「いかなる合意も受け入れないだろう」と報じた。9月28日ジャンジャウィードがアロ・シャローの国内避難民キャンプを襲撃し少なくとも32人を殺害した。10月1日 AU はスーダン政府と反乱軍の双方を停戦合意違反として非難した。AP通信は、AU がこの2週間で少なくとも44人を殺し、数千人を退避させたのはスーダン政府の計算された理不尽な破壊行為だとして非難したと報じた。
2005年11月9日スーダン政府とスーダン解放軍 (SLM/A) 及び正義と平等運動 (JEM) は紛争を終わらせるための2つの短期間の和平合意を結んだ。1つ目は反乱軍が支配する村に対する政府軍による空爆を止めさせるための飛行禁止区域の設定の合意であり、2つ目は国際的な人道援助団体にダルフールへの制限のないアクセスを認めることであった。これは2004年10月25日から AU の仲介でアブジャで始められた交渉の成果だった。

## AU部隊への攻撃
2005年10月10日スーダン人の反乱グループからの AU部隊員の解放にJEMが協力した。9日に18人が誘拐され、救援部隊の20人も監禁されていた。AU より JEM の分派が関与しているとして非難されたが、司令官のムハンマド・サレフはそれを否定した。
サレフは2005年4月時点でJEMの軍事部門の長だったが、指導部から分離し、自派の交渉への参加を要求している。サレフはロイター通信に対し「我々はAUが我々の地方から離れることを望み、彼らが行き来しないように警告した。AUに何が起ころうと関知しないし、気に掛けない。いまやAUは紛争の当事者だ」と述べた。
BBC特派員のジョナー・フィッシャーによれば AU部隊との交戦はありふれたものとなっている。援助団体は平和維持軍がいるだけで発砲されるとして AU関係者の同行を拒否していることも注目される。この前週に AU部隊員3人が SLA からとみられる攻撃で死亡しており、この地域での AU の最初の犠牲者となっていた。コフィー・アナンはジュネーヴで「反政府派と政府の両方は、こうした事件が続けば、人道支援と物資の支給はやむだろうということを理解すべきである」と語った。
これら攻撃を受けて2005年11月AUとスーダン政府はカナダからの105台の装甲兵員輸送車（AVGP）の展開について合意し、これらの装甲車は11月17日に到着予定であった。和平交渉の第7ラウンドは11月20日に始められた。

## 国連の委譲の遅延と委任の拡大
2006年3月31日で国連からのAUへの委任期限は切れたが、部隊の展開が続けられた。3月10日にAUの平和・安全保障理事会が開かれ、任務の6ヶ月延長が決められた。8月31日の国際連合安全保障理事会決議1706による国連平和維持軍20,000人の展開はスーダン政府の反対で失敗し、10月2日 AUは12月31日まで期限を延長し、さらに2007年の6月30日まで延長した。

2007年5月 AU は AMIS が崩壊寸前であると表明した。先月に7人の隊員が殺され、隊員の給与の資金も欠け数ヶ月欠配が続いている。セネガルとルワンダは国連加盟国からの出資と支給がなければ部隊を引揚げると警告した。国際危機グループのジョン・プレダーガストは
この大きな金の問題は、欧米人がこの10年にわたってこのような種々の状況でアフリカ人が展開してきた間中、我々が兵士に支払い、身支度をさせると約束したものである。そして、我々はそれをしていない。
と警告した。
2007年7月31日国連安保理は国際連合安全保障理事会決議1769で、12月31日までに AMIS から権限を引継ぐ国際連合アフリカ連合ダルフール派遣団を承認した。